# 静岡福祉大学
静岡福祉大学（しずおかふくしだいがく、英語: Shizuoka University of Welfare）は、静岡県焼津市本中根549-1に本部を置く私立大学。2004年創立。大学の略称は静福、静福大。

## 歴史
- 1903年 - 静岡精華学園創立。

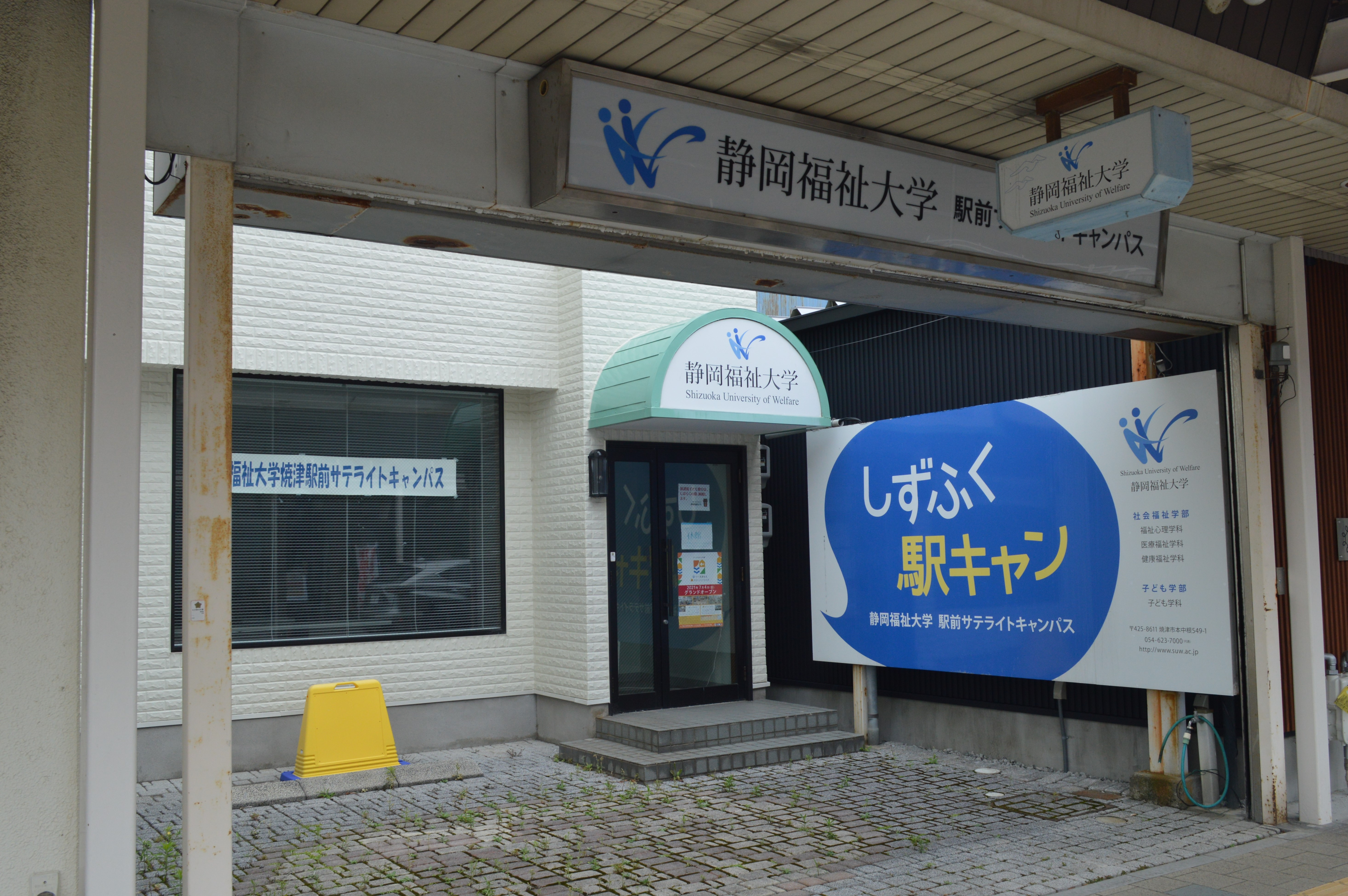
焼津駅前サテライトキャンパス

- 1992年 - 静岡精華短期大学（国際文化学科、商学科）開設。
- 2002年 - 介護福祉学科設置、商学科をビジネス情報学科に名称変更、国際文化学科廃止。
- 2003年 - 静岡精華短期大学を静岡福祉情報短期大学に名称変更。
- 2004年 - 静岡福祉大学（社会福祉学部・福祉心理学科、福祉情報学科）開設。社会福祉学部を新設。静岡福祉情報短期大学を静岡福祉大学短期大学部に名称変更。
- 2005年 - 短期大学のビジネス情報学科廃止。
- 2009年 - 静岡福祉大学・社会福祉学部に、医療福祉学科と健康福祉学科を開設。
- 2010年 - 短期大学を廃止。
- 2012年 - 保育士養成課程（保育心理コース）を開設。
- 2015年 - 子ども学部 子ども学科（幼稚園教諭・保育士養成課程）を開設。
- 2015年10月 - 焼津市の駅前通りに焼津駅前サテライトキャンパス（しずふく駅キャン）を開設。
- 2019年 - 社会福祉学部医療福祉学科の募集を停止。
- 2019年 - 子ども学部 子ども学科に小学校教諭養成課程を開設。
- 2019年 - 社会福祉学部福祉心理学科で公認心理師対応カリキュラムを開始。

## 教育および研究

### 組織

#### 学部
- 社会福祉学部
  - 福祉心理学科
  - 医療福祉学科 - 2019年4月から学科再編により募集停止。
  - 健康福祉学科
- 子ども学部
  - 子ども学科

#### 附属機関
- 附属図書館
- 地域交流センター
- 心の相談センター

## 学生生活

### 学園祭
学園祭は「静福祭」と呼ばれ、焼津市のキャンパスにて開催されている。野外ステージでは、学生や先生のライブのほか、芸人ライブ、ダンスなどが開催される。模擬店やバザー、介護体験コーナーなども開設される。